# Veneno de flecha
Los venenos de flecha se utilizan para envenenar cabezas de flecha o de dardos a los efectos de la caza, la guerra o el asesinato. Han sido utilizados por los pueblos indígenas en todo el mundo y todavía están en uso en zonas de América del Sur, Colombia  y Asia. Algunos ejemplos notables son los venenos secretados de la piel de la rana punta de flecha o rana venonosa, y curare (o 'AMPI'), un término general para una serie de venenos de flecha derivados de plantas utilizadas por los pueblos indígenas de América del Sur.

## Venenos de flecha basados en plantas

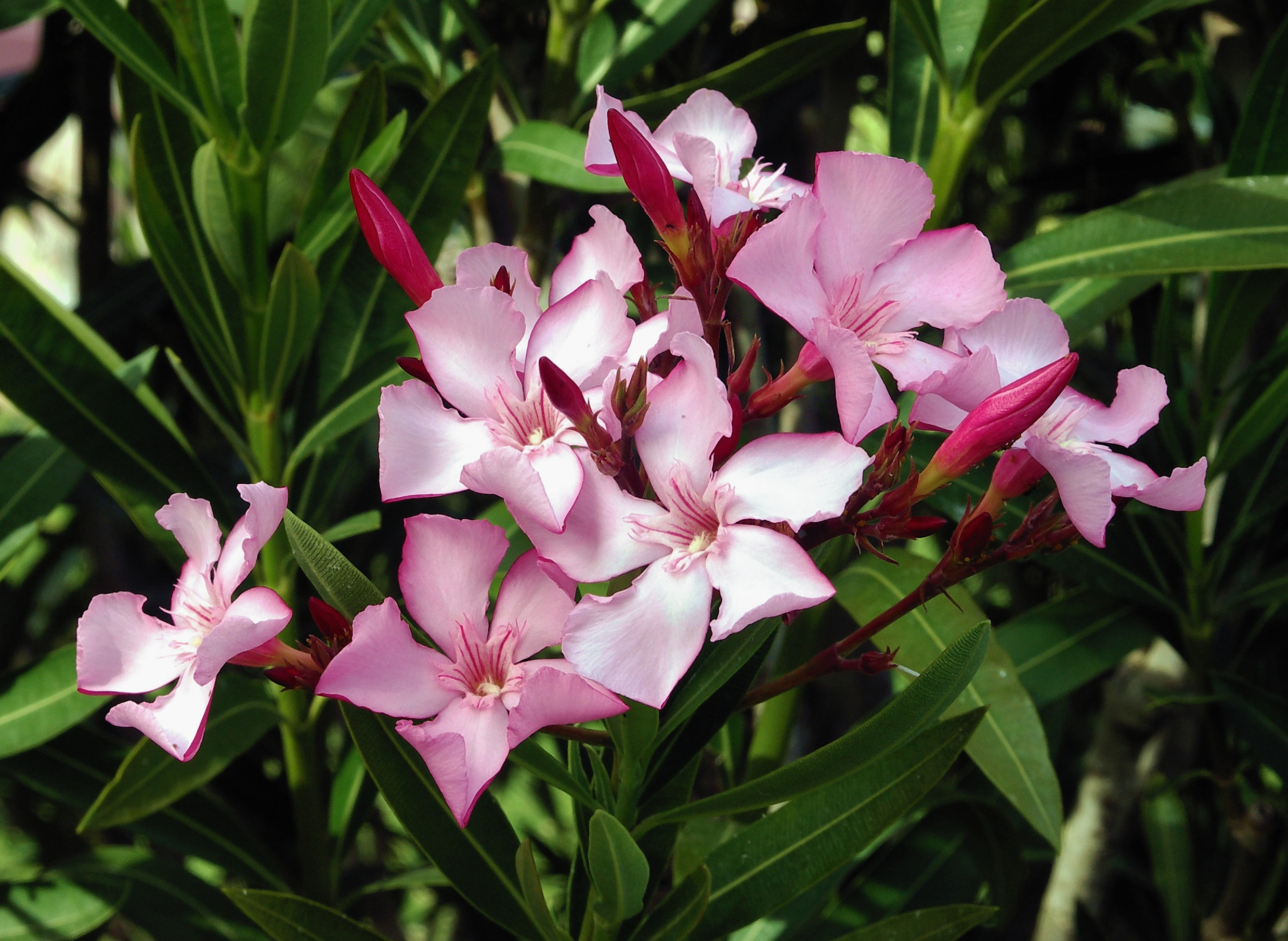
Nerium oleander, una planta usada para envenenar flechas

- Curare es un nombre genérico para venenos de flecha que contienen tubocurarina, curarina, quinina, protocurarina y alcaloides relacionados.  Lo más frecuente es que deriven de la corteza de Strychnos toxifera, S. guianensis (familia Loganiaceae), Chondrodendron tomentosum o Sciadotenia toxifera (familia Menispermaceae). El curare es un antagonista competitivo que bloquea los receptores nicotínicos de acetilcolina en la membrana postsináptica de la unión neuromuscular. Es un relajante muscular que causa la muerte al  paralizar el sistema respiratorio, que resulta en una asfixia.

- En África las flechas envenenadas se hacen de plantas que contienen glucósidos cardíacos, tales como Acokanthera (que contiene ouabaína), oleander (Nerium oleander), malezas lechosas (Asclepias), o Strophanthus, todas los cuales son de la familia Apocynaceae.[1]  Inee o onaye es un veneno obtenido de Strophanthus hispidus, el cual contiene el glucósido cardíaco  strofantina. Se usa las regiones subsaharianas de África occidental, en las áreas de Togo y Camerún.[2]

- Varias especies de Aconitum o acónito se han usado como venenos de flecha, que pertenecen a la familia del ranúnculo. Los Minaro en Ladakh, usan A. napellus en sus flechas para cazar  íbices siberianos; se usaron recientemente cerca del lago Issyk Kul en Kirguistán.[3]  Los Ainus en Japón usaron una especie de Aconitum, para cazar osos pardos.[4]  Además lo usaron los Butias y Lepcha en Sikkim y Assam.[5][6] Los chinos usaron venenos de Aconitum para la caza[7] y guerra.[8]

- Los Caribes usaron venenos hechos de la savia de la manzanilla venenosa o árbol de la muerte o  ochoó o salvadera, ambos son miembros de la familia de las Euphorbiaceae.[9]

- Algunos nativos americanos usaron venenos del dedal de oro, la mandioca, la sanguinaria, Veratrum, y Datura. Para hacer flechas envenenadas de un extracto de planta, los bordes afilados de la flecha envenenada se sumergían ya sea en la savia de la planta o agua en la que la planta había sido hervida.

## Venenos de flecha basados en animales
En América del Sur, tribus tales como los Noanamá Chocó y Emberá Chocó, al oeste de Colombia untan la punta de los dardos de sus cerbatanas con el veneno que se encuentra en la piel de tres especies de Phyllobates, un género de ranas venenosas de dardo. En el Departamento septentrional de Chocó, se usa Phyllobates aurotaenia, mientras que P. bicolor se usa en el Departamento Risaralda y en la parte meridional de Chocó. En el Departamento de Cauca sólo se usa P. terribilis para hacer los dardos. El veneno se recoge generalmente al asar las ranas sobre el fuego, pero las batracotoxinas en P. terribilis son lo suficientemente potentes por lo que basta con sumergir el dardo en la parte posterior de la ranas sin matarlas.
En Chile, tribus tales como los Juan Salas, perteneciente principalmente a la provincia de Talagante untan su punta de lanza en diferentes especies venenosas, dándole una ventaja sobre sus víctimas, los síntomas aunque no son letales pueden ser el abultamiento del área abdominal, así como también la aparición de síntomas como dolor del nervio ciático, dolores a nivel de la espalda baja, la parte posterior de la pierna y llegando incluso hasta los dedos de los pies.
En el norte del desierto de Kalahari, la mayor parte del veneno de flecha deriva de larvas y pupas de escarabajos del género Diamphidia. Se aplica a la flecha, ya sea apretando el contenido de la larva directamente sobre la punta de la flecha, mezclándolo con savia de plantas para actuar como adhesivo, o mediante la mezcla de un polvo hecho a partir de la larva seca con jugos de plantas y se aplica a la punta de la flecha. La toxina ataca lentamente animales de gran tamaño puede sobrevivir 4-5 días antes de sucumbir a sus efectos.
En Estados Unidos, las tribus nativas norteamericanas utilizaban reptiles venenosos para proporcionar los venenos requeridos. En el suroeste de Estados Unidos, usaban el monstruo de Gila, siendo este uno de los dos únicos lagartos venenosos.